# Nguissibame
Nguissibame est un village de la Région du Littoral du Cameroun, situé dans la commune de Ndom. 

## Population et développement
En 1967, la population de Nguissibame était de 50 habitants, essentiellement des Babimbi du peuple Bassa. La population de Nguissibame était de 129 habitants dont 66 hommes et 63 femmes, lors du recensement de 2005.  